# Otto Zwierina
Otto Zwierina (* 18. Juni 1900 in Wien; † 17. Juli 1981 in Mödling) war ein österreichischer Elektrotechniker.
Otto Zwierina studierte von 1918 bis 1925 Elektrotechnik und Maschinenbau an der Technischen Hochschule Wien. Von 1925 bis 1945 arbeitete er in der Industrie, von 1946 bis 1971 war er Professor an der Technischen Hochschule in Wien. Er leitete ab 1946 den Bau eines Höchstspannungs-Prüffeldes am Arsenalgelände. Sein Hauptarbeitsgebiet war die Mess- und Prüftechnik.